# Ipogeo di Torre Pinta
L'ipogeo di Torre Pinta è un ipogeo con torre colombaria ubicata a Otranto.

## Storia e descrizione
Non è accertata né la data di costruzione né l'originaria funzione dell'ipogeo di Torre Pinta: probabilmente nacque come insediamento messapico per uso cimiteriale, come testimoniato dai resti di un forno dove avvenivano le cremazioni e i sacrifici e dalle numerose nicchie lungo le pareti utilizzate per ospitare le urne cinerarie; successivamente fu convertito in colombaia. Durante il XVII secolo, al di sopra dell'ipogeo fu innalzata una torre, anche per sopperire al crollo di parte della volta: anche questa fu adibita a colombaia, il cui massimo utilizzo fu durante l'epoca borbonica quando venivano allevati piccioni viaggiatori da impiegare nella Terra d'Otranto. La scoperta dell'ipogeo avvenne nel 1976 da Antonio Susini.
L'ipogeo è posto nella valle delle Memorie. Ha una forma a croce latina, con il braccio lungo, orientato verso nord, che raggiunge la lunghezza di 33 metri: lungo tutto il corridoio corre un sedile in pietra dove in origine venivano posti i defunti, in posizione seduta, secondo la tradizione dei Messapi. All'incrocio dei bracci in origine era posta una volta, poi crollata, al posto della quale venne innalzata la torre, la quale conserva le guglie originarie in stile saraceno. Nicchie sono scavate sia lungo tutto l'ipogeo che nella torre.